# Torre di Luciana
La torre di Luciana (o torre Luciana) è una torre medievale di origine longobarda risalente al IX secolo che si trova in località Luciana di Mercatale Val di Pesa, nel comune di San Casciano in Val di Pesa, nella città metropolitana di Firenze.

## Storia
(Emanuele Repetti, Dizionario Geografico Fisico Storico della Toscana, 1835)
Le prime notizie del complesso risalgono al IX secolo. La torre era parte integrante di un castello fatto edificare da una famiglia toscana di origine longobarda, ipotesi confermata dalla tipologia di struttura architettonica . Intorno al castello, sorgeva il borgo di Luciana, oggi scomparso. Nei pressi del borgo, esisteva la chiesa di San Donato a Luciana, andata distrutta, che faceva parte dell'antico piviere di Santo Stefano.
Nel medioevo il complesso ebbe diversi proprietari. Fu residenza estiva della famiglia fiorentina dei Bardi, e nel XVII secolo passò di proprietà ai Pitti che trasformarono il complesso in villa, poi in fattoria, e in seguito in casa colonica.
Acquistata nel XX secolo da una società privata, la torre di Luciana è stata restaurata e concessa fino al 2003 all'Università di Siena che l'ha destinata a "Osservatorio Astronomico e Naturalistico". Attualmente la gestione dell'osservatorio astronomico è del comune di San Casciano Val di Pesa.

### Toponimo
Il toponimo di Luciana, riportato anticamente Luciano, deriva dal nome latino Lucius, più il suffisso -anus che indica possesso, proprietà. Il nome va quindi inteso come Torre o borgo di Lucio, o di Luciano.